# Freyella
Genre
Freyella est un genre d'étoiles de mer abyssales de la famille des Freyellidae.

## Caractéristiques
La quasi-totalité des espèces de ce genre sont inféodées aux abysses, et on en trouve jusqu'à 6 000 m de profondeur (6 860 m pour Freyella kurilokamchatica).
Ces espèces sont planctonivores, et se nourrissent en filtrant la colonne d'eau au moyen de leurs nombreux bras allongés et couverts de pédicellaires griffus.

## Liste d'espèces
Selon World Register of Marine Species (14 octobre 2014) :
- Freyella americana Sladen, 1889
- Freyella attenuata Sladen, 1889
- Freyella benthophila Sladen, 1889
- Freyella breviispina (H.L. Clark, 1920)
- Freyella dimorpha Sladen, 1889
- Freyella drygalskii Döderlein, 1927
- Freyella echinata Sladen, 1889
- Freyella elegans (Verrill, 1884)
- Freyella felleyra McKnight, 2006
- Freyella flabellispina Korovchinsky & Galkin, 1984
- Freyella formosa Korovchinsky, 1976
- Freyella fragilissima Sladen, 1889
- Freyella giardi Koehler, 1908
- Freyella heroina Sladen, 1889
- Freyella hexactis Baranova, 1957
- Freyella indica Koehler, 1909
- Freyella insignis Ludwig, 1905
- Freyella kurilokamchatica Korovchinsky, 1976
- Freyella macropedicellaria Korovchinsky & Galkin, 1984
- Freyella microplax (Fisher, 1917) (seule espèce reconnus par ITIS[3])
- Freyella microspina Verrill, 1894
- Freyella mortenseni Madsen, 1956
- Freyella mutabilia Korovchinsky, 1976
- Freyella octoradiata (H.L. Clark, 1920)
- Freyella oligobrachia (H.L. Clark, 1920)
- Freyella pacifica Ludwig, 1905
- Freyella pennata Sladen, 1889
- Freyella propinqua Ludwig, 1905
- Freyella recta Koehler, 1907
- Freyella remex Sladen, 1889
- Freyella vitjazi Korovchinsky & Galkin, 1984

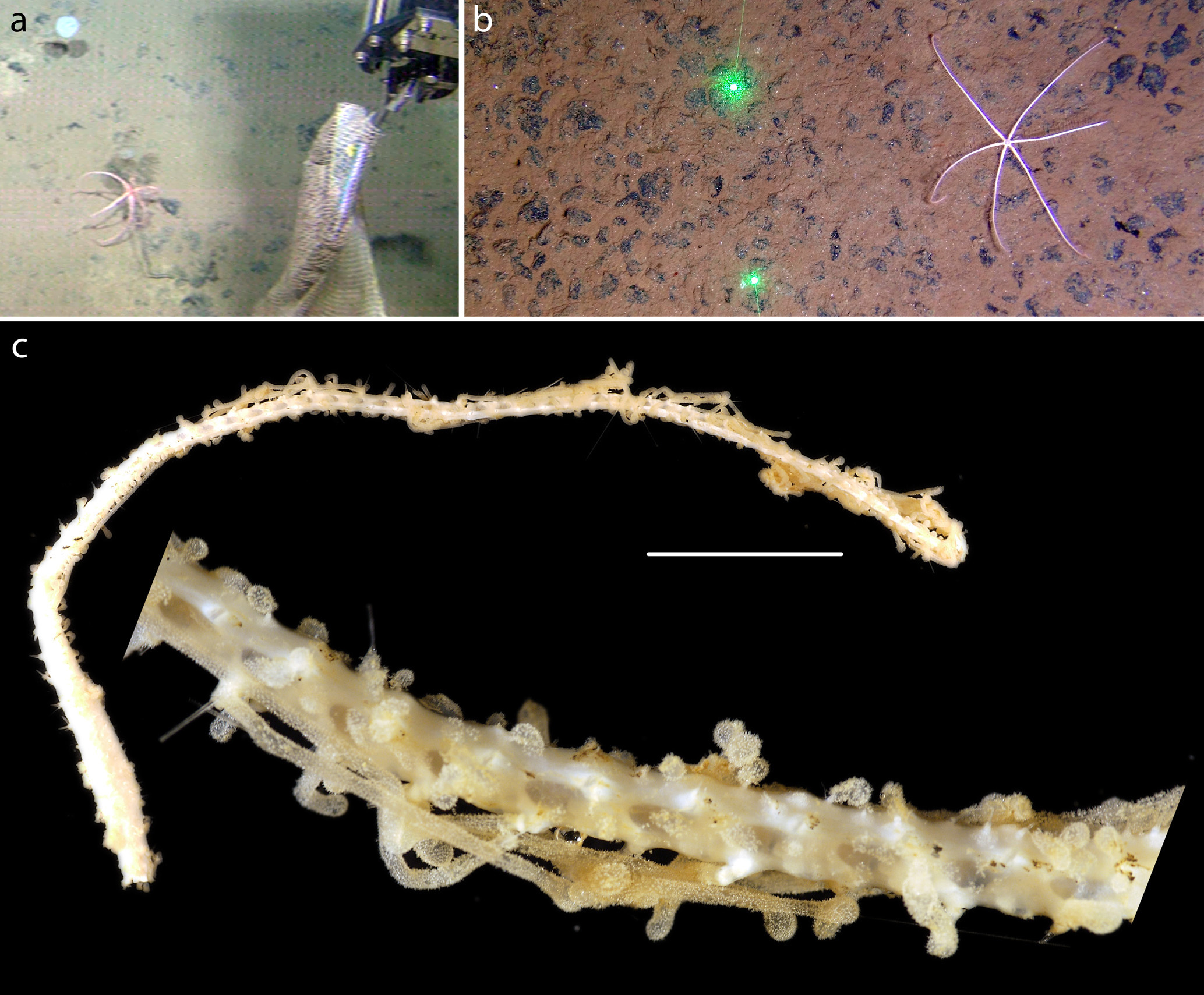
Freyella benthophila
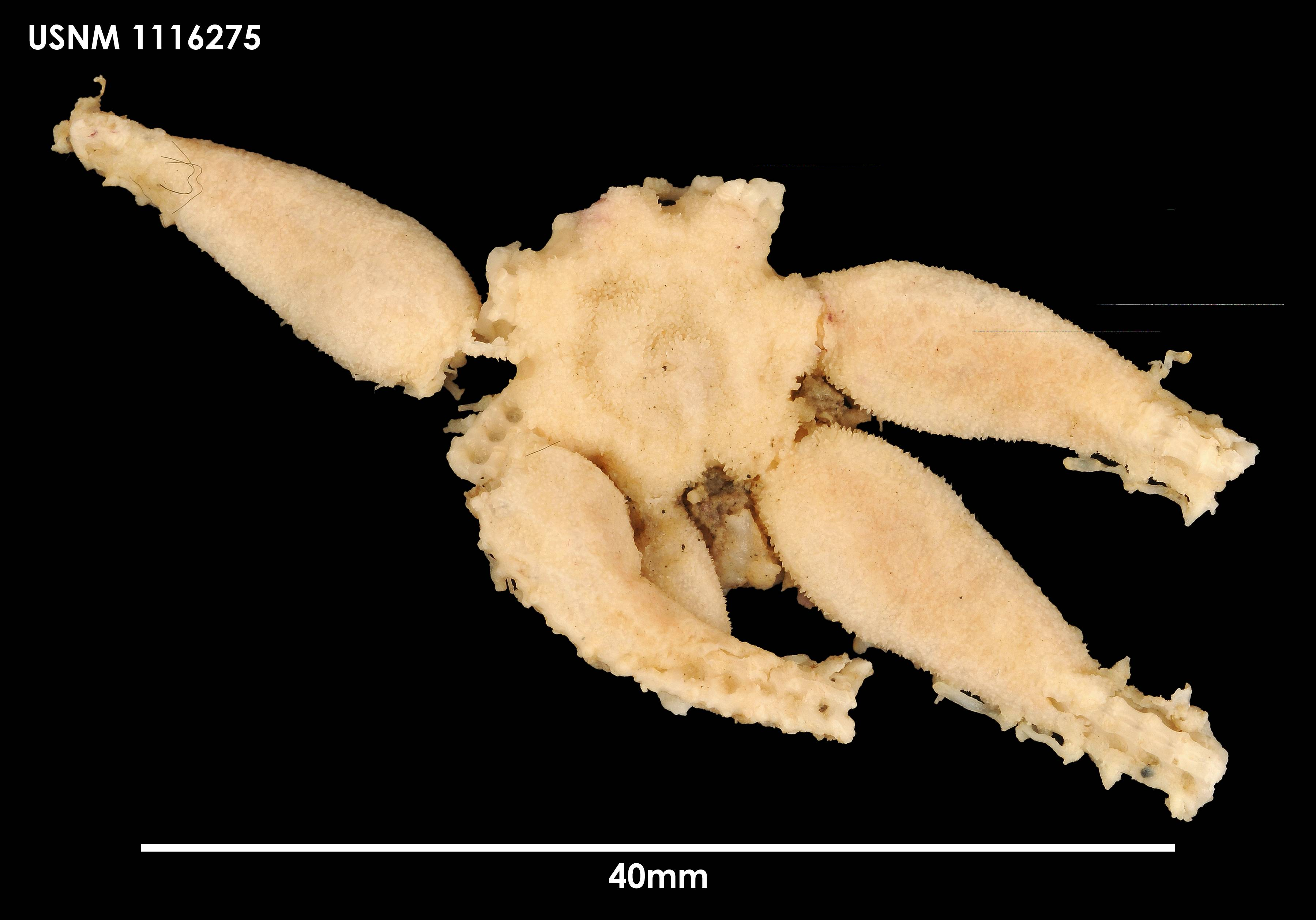
Freyella drygalskii.
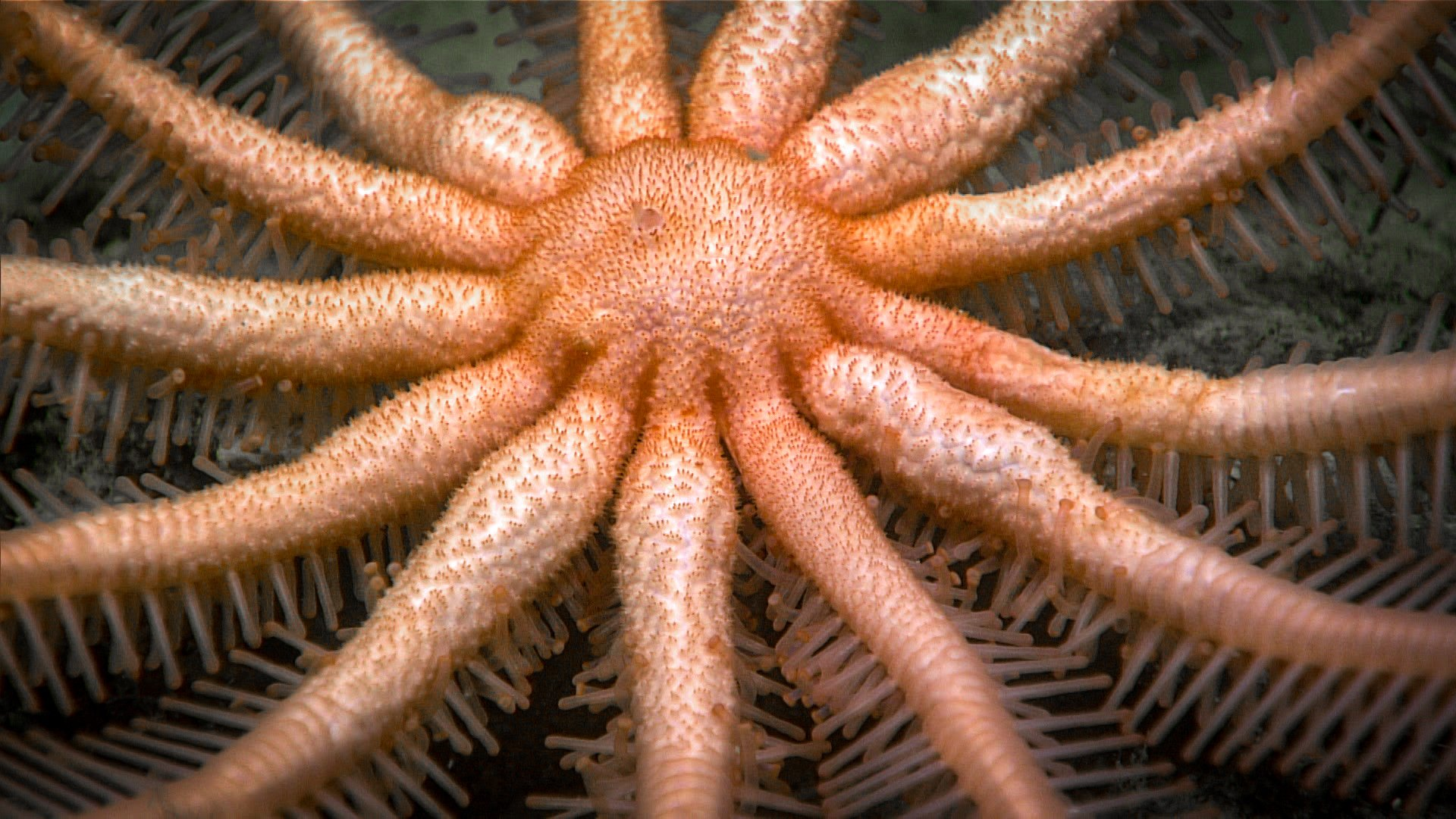
Freyella elegans observée in situ par la mission Okeanos Explorer.
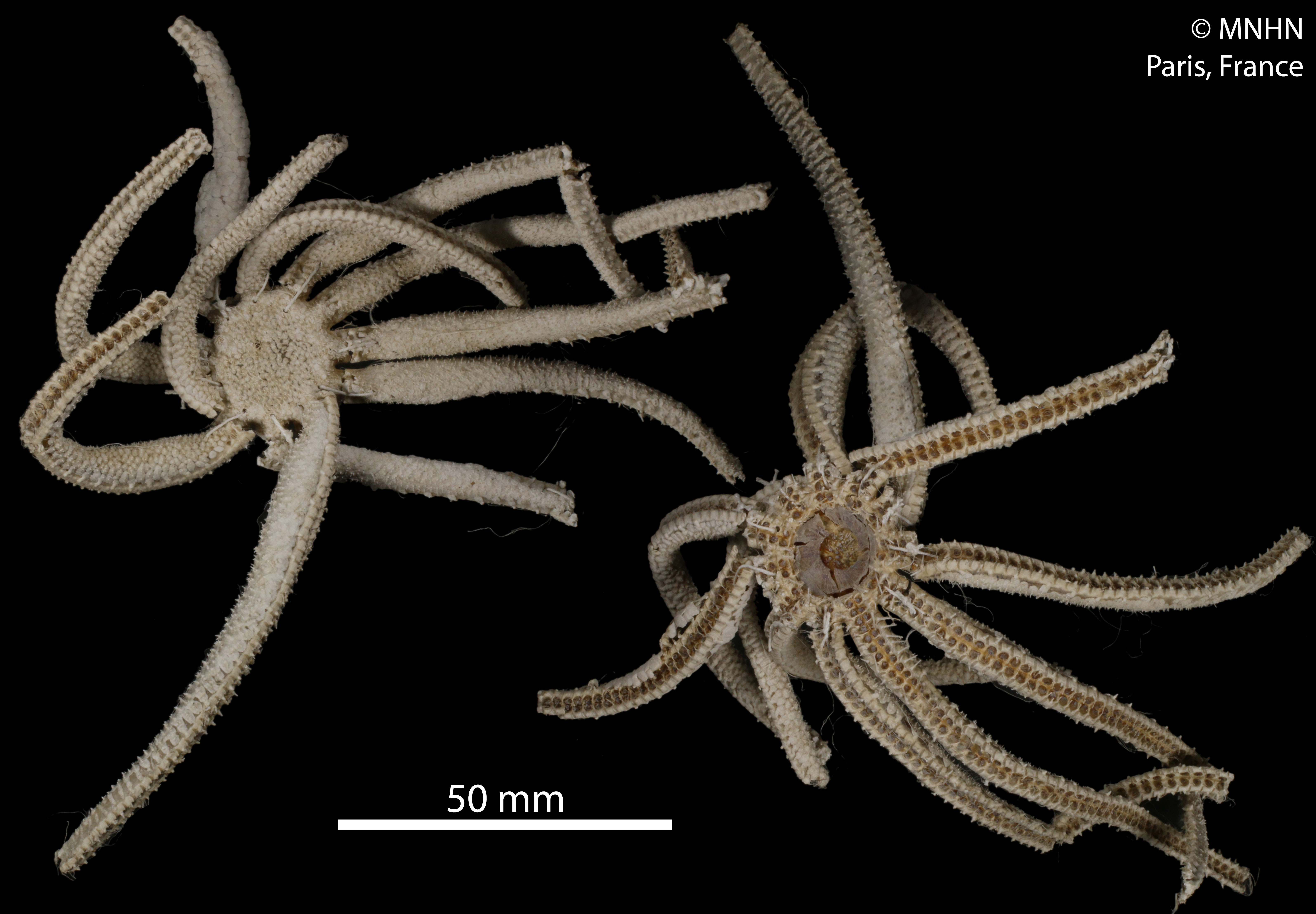
Freyella elegans (spécimen séché, au MNHN).
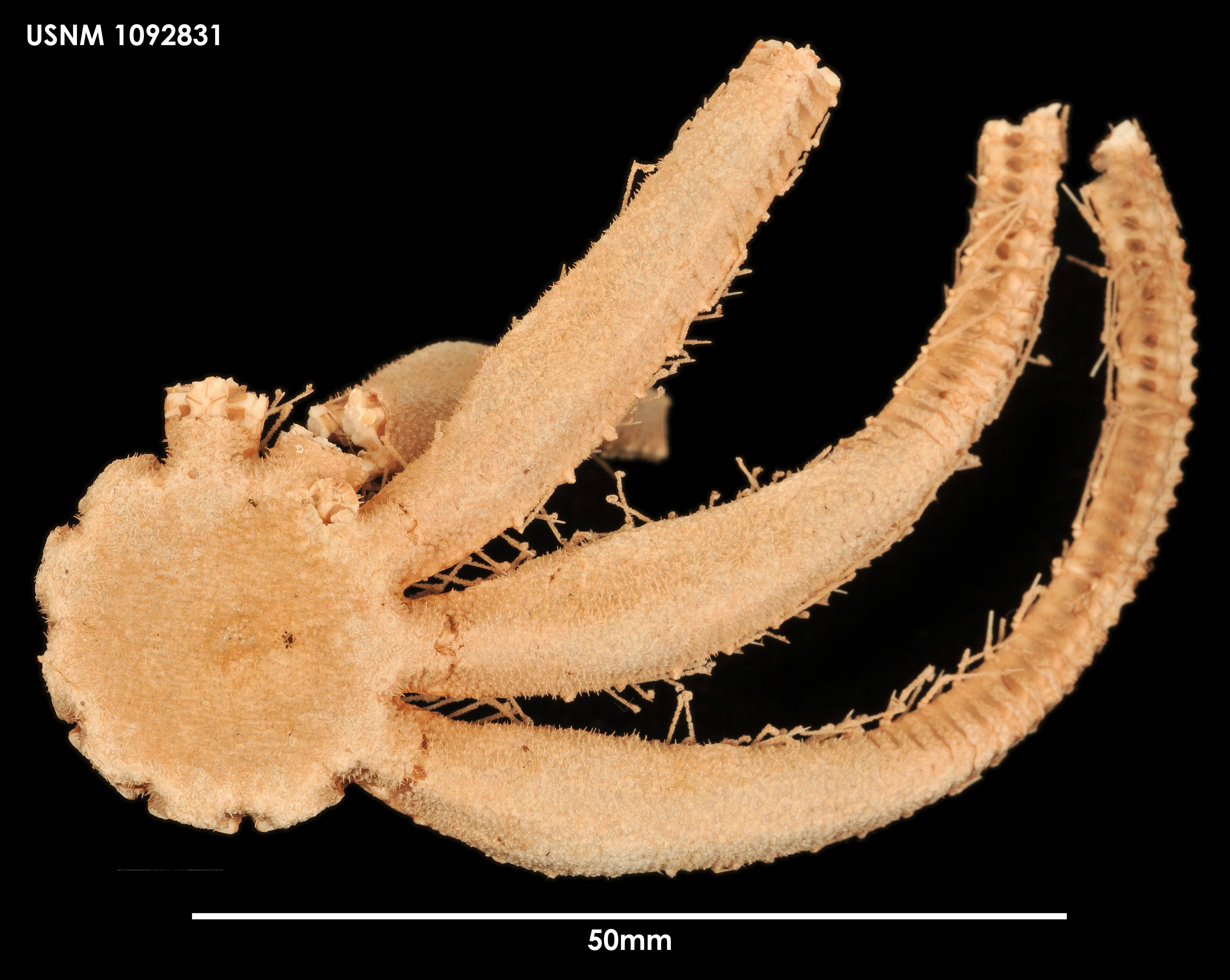
Freyella fragilissima.
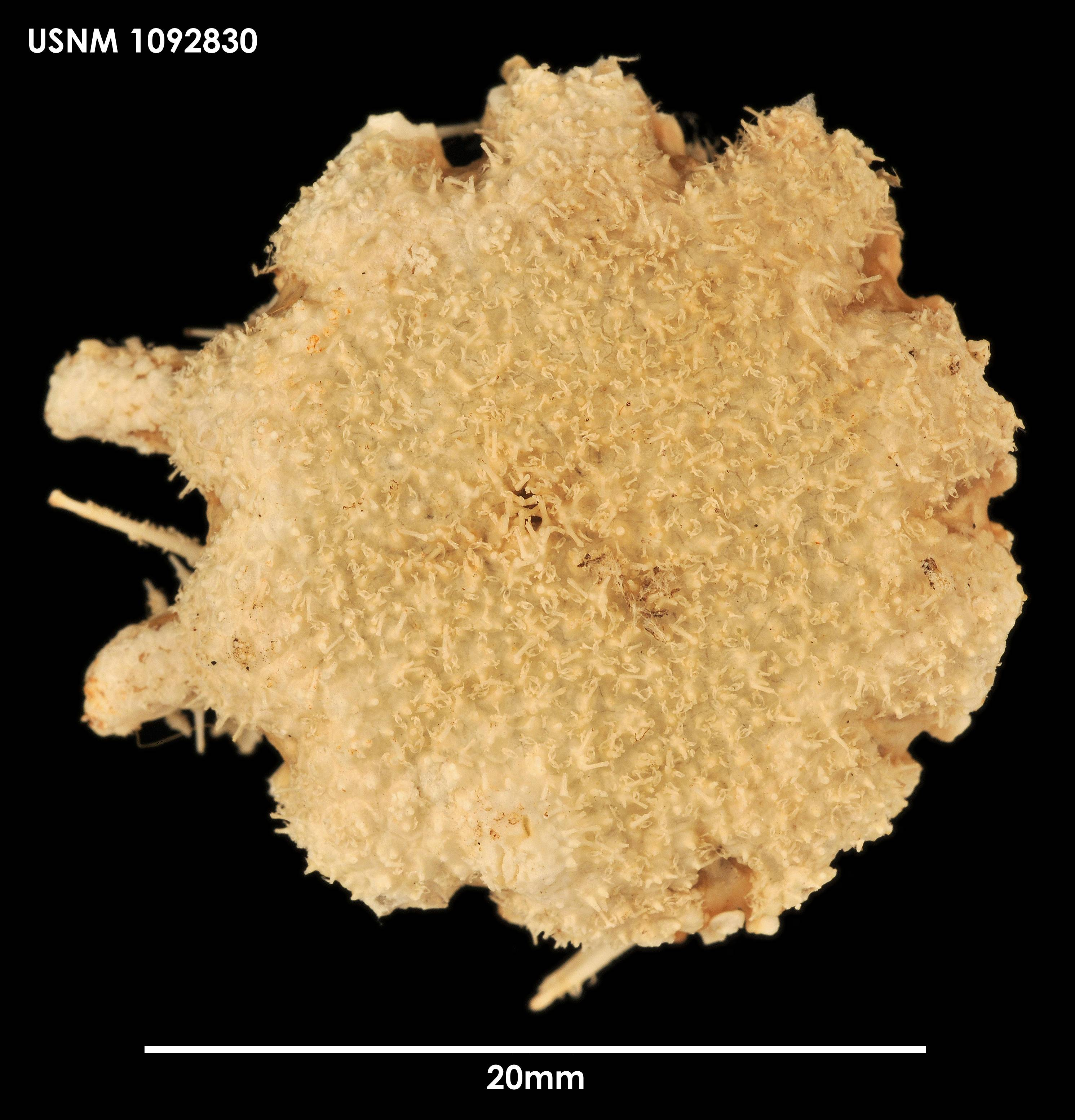
Freyella heroina (disque central).
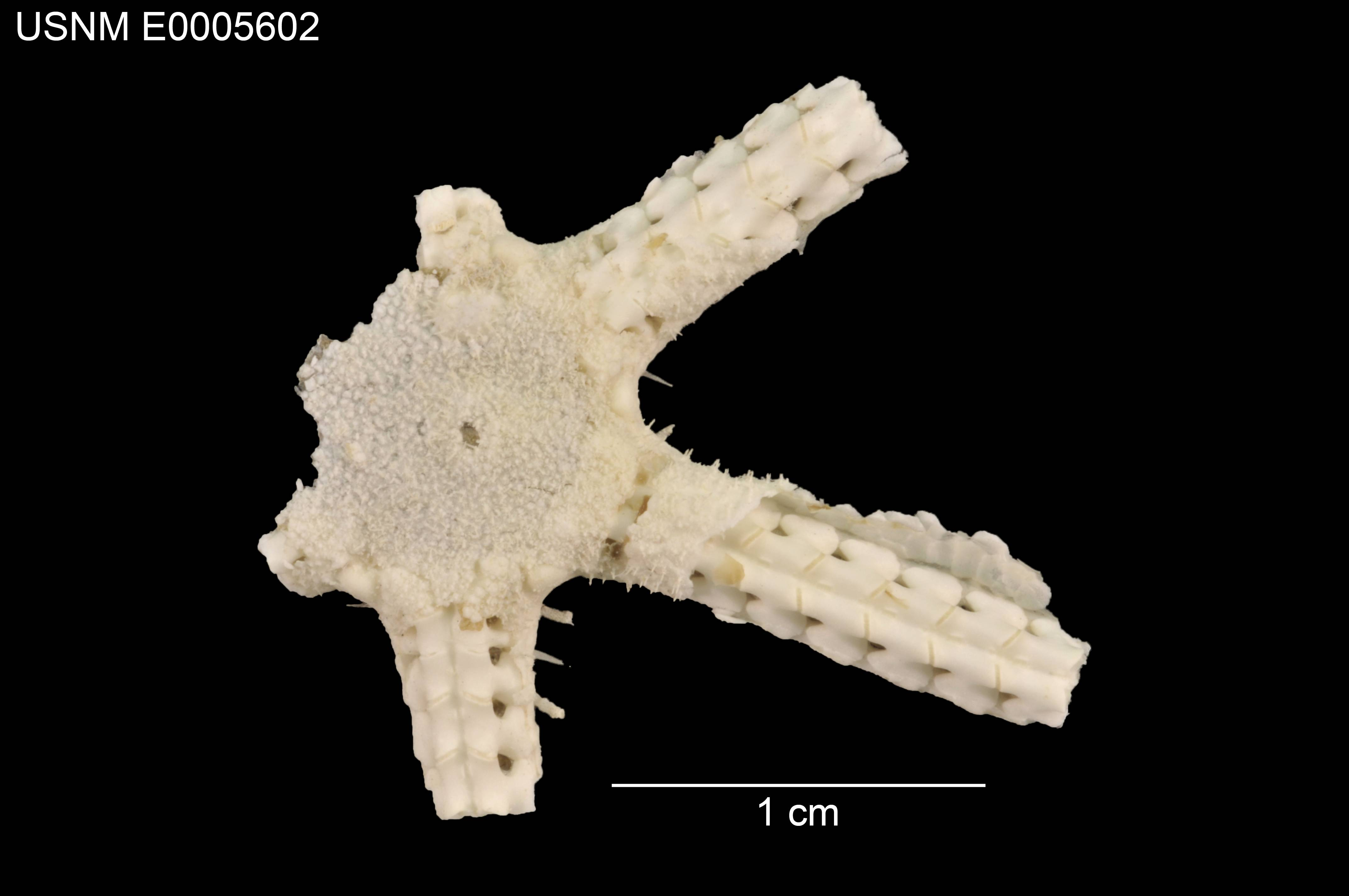
Freyella mexicana.
Freyella mortenseni
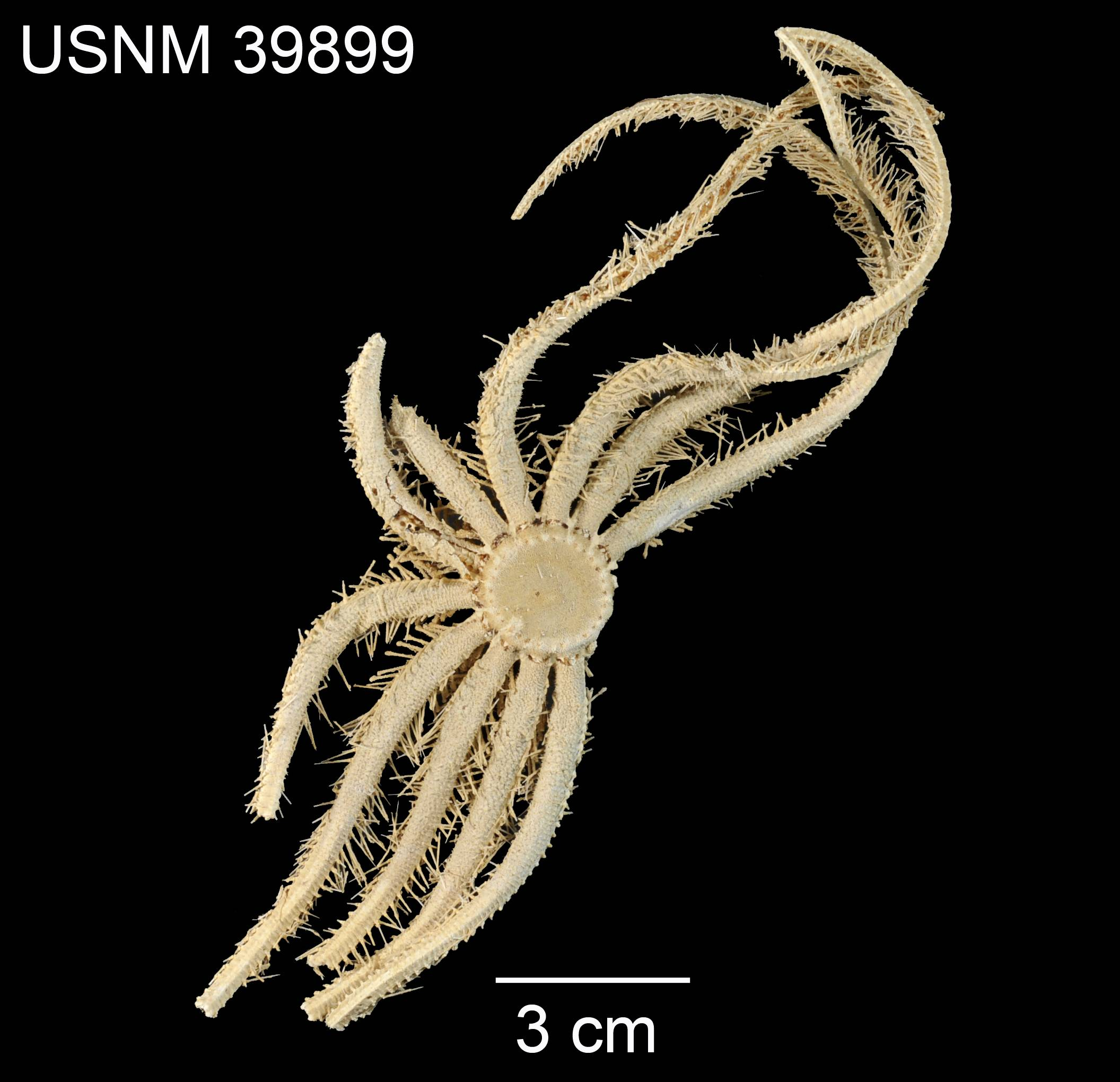
Freyella scalaris.
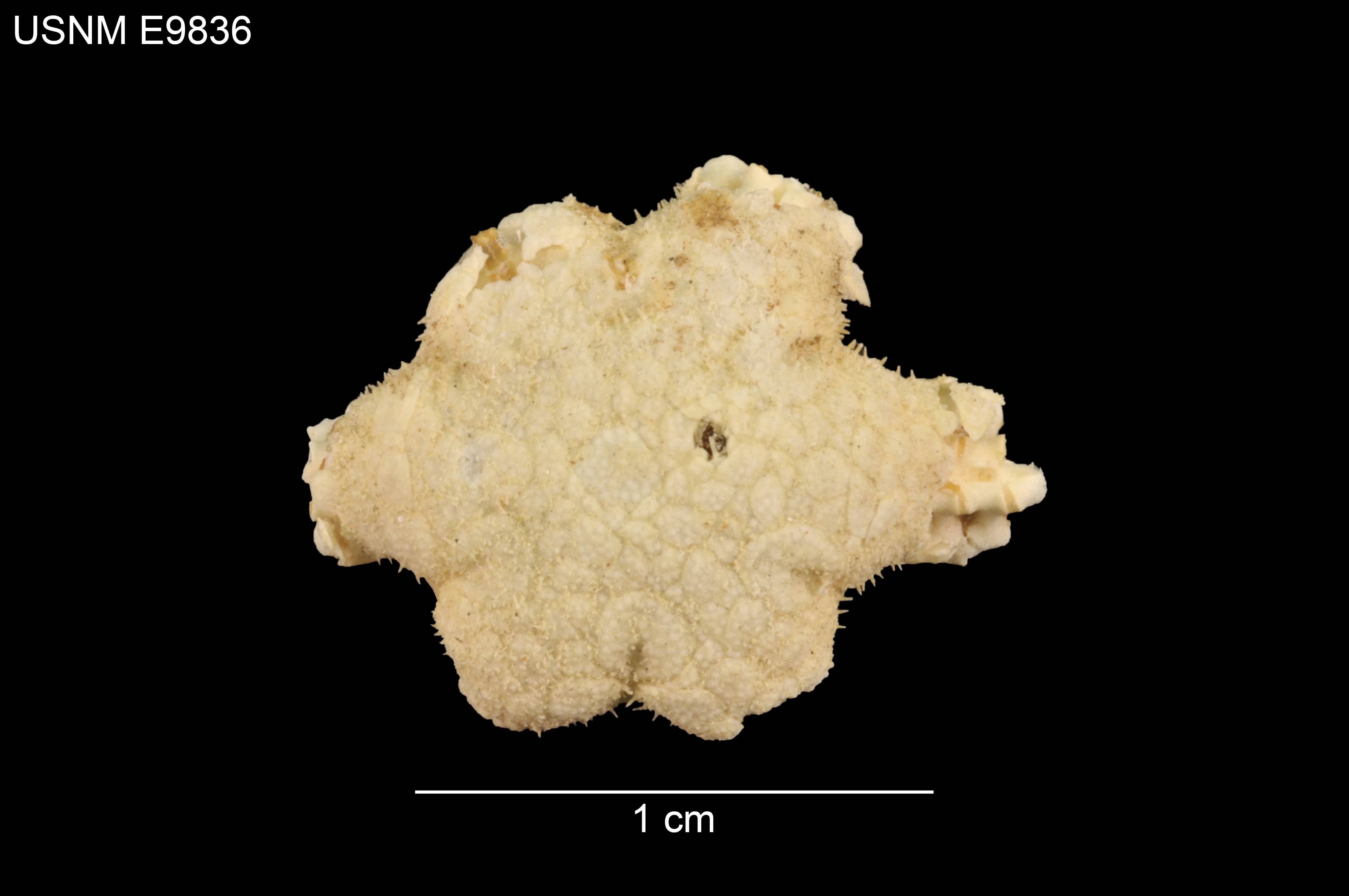
Freyellidea oligobrachia.